# Сан-Франсиску-ди-Асис-ду-Пиауи
Сан-Франсиску-ди-Асис-ду-Пиауи (порт. São Francisco de Assis do Piauí) — муниципалитет в Бразилии, входит в штат Пиауи. Составная часть мезорегиона Юго-восток штата Пиауи. Входит в экономико-статистический микрорегион Алту-Медиу-Канинде. Население составляет 5567 человек на 2010 год. Занимает площадь 1100,398 км². Плотность населения — 5,06 чел./км².

## Демография
Согласно сведениям, собранным в ходе переписи 2010 г. Национальным институтом географии и статистики (IBGE), население муниципалитета составляет:
| Полное население                               | Полное население                               | Полное население                               | Полное население                               | 5567  |
| ---------------------------------------------- | ---------------------------------------------- | ---------------------------------------------- | ---------------------------------------------- | ----- |
| в том числе:                                   | Городское население                            | 1429                                           | Процент городского населения, %                | 25,67 |
|                                                | Сельское население                             | 4138                                           | Процент сельского населения, %                 | 74,33 |
|                                                | Мужское население                              | 2832                                           | Процент мужского населения, %                  | 50,87 |
|                                                | Женское население                              | 2735                                           | Процент женского населения, %                  | 49,13 |
| Плотность населения, чел/км²                   | Плотность населения, чел/км²                   | Плотность населения, чел/км²                   | Плотность населения, чел/км²                   | 5,06  |
| Население муниципалитета в % к населению штата | Население муниципалитета в % к населению штата | Население муниципалитета в % к населению штата | Население муниципалитета в % к населению штата | 0,18  |

По данным оценки 2016 года, население муниципалитета составляет 5786 жителей.

## Статистика
- Валовой внутренний продукт на 2003 год составляет 6 246 702,00 реалов (данные: Бразильский институт географии и статистики).
- Валовой внутренний продукт на душу населения на 2003 год составляет 1596,40 реалов (данные: Бразильский институт географии и статистики).
- Индекс развития человеческого потенциала на 2000 год составляет 0,520 (данные: Программа развития ООН).